# Парламентские выборы на Мальте (2008)
Всеобщие парламентские выборы на Мальте прошли 8 марта 2008 года.

## Избирательная система
Избирательная система Мальты основана на пропорциональном представительстве на основе модифицированной системе единого переходного голоса. Каждый из 13 избирательных округов страны избирает 5 депутатов парламента. Кроме этого, партия, набравшая наибольшее число голосов по стране, при необходимости получает дополнительное число мест в парламенте, которое обеспечивает ей большинство в парламенте.

## Результаты
Результаты выборов в Палату представителей Парламента Мальты, прошедших 8 марта 2008 года:
| Партия                                                                             | Голоса  | %     | Изменение | Количество мест | Изменение |
| ---------------------------------------------------------------------------------- | ------- | ----- | --------- | --------------- | --------- |
| Националистическая партия                                                          | 143 468 | 49,34 | –2,5      | 35              | —         |
| Лейбористская партия                                                               | 141 888 | 48,79 | +0,8      | 34              | +4        |
| Демократическая альтернатива                                                       | 3810    | 1,31  | +0,6      | —               | —         |
| Национальное действие                                                              | 1461    | 0,50  | —         | —               | —         |
| Империум Европа                                                                    | 84      | 0,03  | —         | —               | —         |
| Партия Гозитан (Partit Għawdxi)                                                    | 37      | 0,01  | —         | —               | —         |
| Независимые                                                                        | 22      | 0,01  | —         | —               | —         |
| Альфа либералаьные демократы (Alfa Liberali Demokratiku)                           | 21      | 0,01  | —         | —               | —         |
| Вперёд, Мальта (Forza Malta)                                                       | 8       | 0,00  | —         | —               | —         |
| Недействительных/пустых бюллетеней                                                 | 3415    | —     | —         | —               | —         |
| Total                                                                              | 294 214 | 100,0 |           | 69              | +4        |
| Зарегистрированных избирателей/Явка                                                | 315 357 | 93,3  | —         | —               | —         |
| Источник: DOI Архивная копия от 19 апреля 2008 на Wayback Machine, Nohlen & Stöver |         |       |           |                 |           |